# سقانفار زعفران‌کلا
سقانفار زعفران کلا مربوط به دوره قاجار است و در شهرستان بابل، بخش گتاب، دهستان گتاب شمالی، روستای زعفران کلا واقع شده و این اثر در تاریخ ۹ بهمن ۱۳۸۶ با شمارهٔ ثبت ۲۰۶۹۶ به‌عنوان یکی از آثار ملی ایران به ثبت رسیده است.